# Cumbia salvadoreña
La cumbia salvadoreña es un subgénero musical que se derivó de la cumbia colombiana desarrollado por músicos de orquestas tropicales salvadoreñas desde inicios de los años 1950, caracterizado por tener un estilo propio, un compás binario (2/4), la interpretación de un barítono o tenor, coro masculino, y una contralto como voz femenina junto a percusiones con timbales y bombos, guitarra, bajo eléctricos, trompetas, saxofón y acordeón.
Los Hermanos Flores hicieron la música muy popular adoptando la mayoría de éxitos colombianos, tales como "Las Caleñas son como las flores", "La Cadenita", "Tabaco y Ron".

## Orígenes de la cumbia salvadoreña
A inicios de los años 1950 predominaban en América Latina las orquestas dedicadas a la música tropical. En El Salvador, destacaban en esa época: la Orquesta Medina, la de Andrés Cañas, La Tropicana, La Orquesta Zúñiga, la Barahona, la Internacional Polio (bajo la dirección del maestro Luis Alonso Polío), Los Hermanos Lechuga de Santa Ana, la orquesta de Lito Barrientos y muchas otras.
Desde inicio de los años 1950 las orquestas salvadoreñas viajaban a varios países, siendo Colombia uno de ellos, los músicos salvadoreños se presentaban en el Carnaval de Barranquilla y en la Feria de Manizales. En este ir y venir fueron interactuando con músicos de la costa colombiana y fueron impactados e influenciados por la cumbia colombiana, género que adoptaron y difundieron en El Salvador. 
Tal fue la calidad de interpretación de estos músicos que forjaron su propio estilo de cumbia llegando a tener mucha aceptación aún en Colombia y otros países del sur. Uno de estos músicos era el maestro Rafael "Lito" Barrientos quien afirmaba que "La cumbia llegó a El Salvador porque sus agrupaciones viajaron a Colombia y la regresaron tocando. Su agrupación la Orquesta Internacional de Lito Barrientos, alcanzó el reconocimiento y la aceptación de su propio estilo entre los colombianos. A tal grado que en su última estadía de nueve meses en Colombia los músicos locales protestaron, hasta que por medio de una ley, lograron vedar el trabajo de la Orquesta".
El maestro Rafael Barrientos es reconocido como uno de los primeros músicos en introducir la cumbia en El Salvador, junto a Francisco Palaviccini  y Luis Alonso Polío
Gracias a los esfuerzos del maestro Rafael "Lito" Barrientos por difundir la cumbia entre los salvadoreños en el año de 1955 la cumbia sonaba fuertemente en las estaciones de radio locales, las cuales inicialmente transmitían producciones de artistas reconocidos de la época bajo el sello de Discos Fuentes de Medellín. 
El maestro Rafael "Lito" Barrientos había logrado realizar su primera producción discográfica en el año de 1960 bajo el sello discográfico de don Antonio Fuentes (Discos Fuentes de Medellín) entre las que destacan cumbia cienaguera, very very well, cumbia en do menor, chambacú, el pájaro picón, cumbia costeña, caracol y muchas otras.
El corte "Cumbia en do menor" (1960) es un referente en los catálogos de la época de oro de la cumbia colombiana, como "40 éxitos inolvidables de historia musical de la cumbia colombiana" de Discos Fuentes, y "Cumbias y Gaitas famosas de Colombia" de Discos Fuentes, por lo que en la actualidad muchos creen que el maestro Barrientos era colombiano, dada la calidad que logró alcanzar. Las producciones de la Orquesta Internacional de Lito Barrientos demuestran que la cumbia salvadoreña fue el primer subgénero derivado de la cumbia colombiana del cual se registran producciones discográficas de gran envergadura.[cita requerida]
"Very very well" escrita por don Antonio Fuentes e interpretada por la Orquesta Internacional de Lito Barrientos tuvo tremendo éxito en Colombia, Perú, Ecuador, Venezuela, México y Estados Unidos en 1960.
Algunas orquestas que prevalecieron en los años 50 fueron:
- Orquesta Medina
- Orquesta Tropicana
- Orquesta de Andrés Cañas
- Orquesta Zúñiga
- Orquesta de Lito Barrientos
- Orquesta Barahona
- Orquesta internacional Polío
- Orquesta de los hermanos Lechuga de Santa Ana

## Consolidación del género en la preferencia de los salvadoreños en los años 1960
La cumbia se fue consolidando en El Salvador hasta convertirse en el ritmo predominante y preferido por la mayoría de sus habitantes. 
En 1962 nace la Orquesta Hermanos Flores.
En 1964 nace la Orquesta Internacional Casino, fundada por el maestro Liberato “Tito” Quinteros Molina), cuyas composiciones están inspiradas en ciudades como “San Vicente”, “Santiago de María” “Que bonito San Salvador” “Jucuapa” y “Apastepeque”, eventos como “la verbena sonsonateca” y playas como “El tamarindo”, “Cumbia cutuqueña” y su éxito con disco de platino “El Sunzal”. De tal manera, que la estrofa «Me preguntan dónde queda, dónde queda San Vicente, yo les digo, yo les digo, donde va toda la gente»  forma parte del acervo cultural salvadoreño.    
Otras agrupaciones de los años sesenta:
- Orquesta Nueva Sensación
- Orquesta Don Bosco
- Orquesta Los faraones
- Orquesta de Chucho Tovar Flores

## Desarrollo en los años 1970
La Orquesta Hermanos Flores después de grabar varios sencillos, firma un contrato para grabar su primer LP en 1970; el tema "La bala" alcanza rotundo éxito en toda Centroamérica y en México, país en el cual se mantiene en el primer lugar dentro del hit parade nacional durante 10 semanas consecutivas, llamando la atención de los promotores y contratistas de espectáculos de dicha época y consolidando la internacionalización de la orquesta cuyo catálogo fue distribuido bajo el sello mexicano "Discos Inter GAS".
En los años 1970 surgen otras agrupaciones como Orquesta Nueva Sensación, Orquesta Internacional La Boa, Orquesta Internacional Jiboa ya desaparecidas.

## Desarrollo en los años 1980
A mediados de los años 1980, Tito Flores, director de la Orquesta Hermanos Flores, funda la Orquesta San Vicente. En esta década aparecen Juanito y su American Jr., Marito Rivera y su Grupo Bravo, Las Nenas del Grupo Caña, Orquesta Canela (1989), René Alonso y su Banda Láser  (1987) quien toma como base el subgénero Cumbia del sureste de México.Durante esta época, el género toma inspiraciones de otros estilos como el power pop y el rock and roll, haciendo fuerte uso de sintetizadores y riffs de guitarra eléctrica.

## Desarrollo en los años 1990
En los años 1990 surgen muchas más agrupaciones siendo la Raza Band (1993), Grupo Algodón (1993), Grupo la Máquina (1994) y Grupo Melao Internacional (1998), las más representativas.

## La cumbia salvadoreña en la actualidad

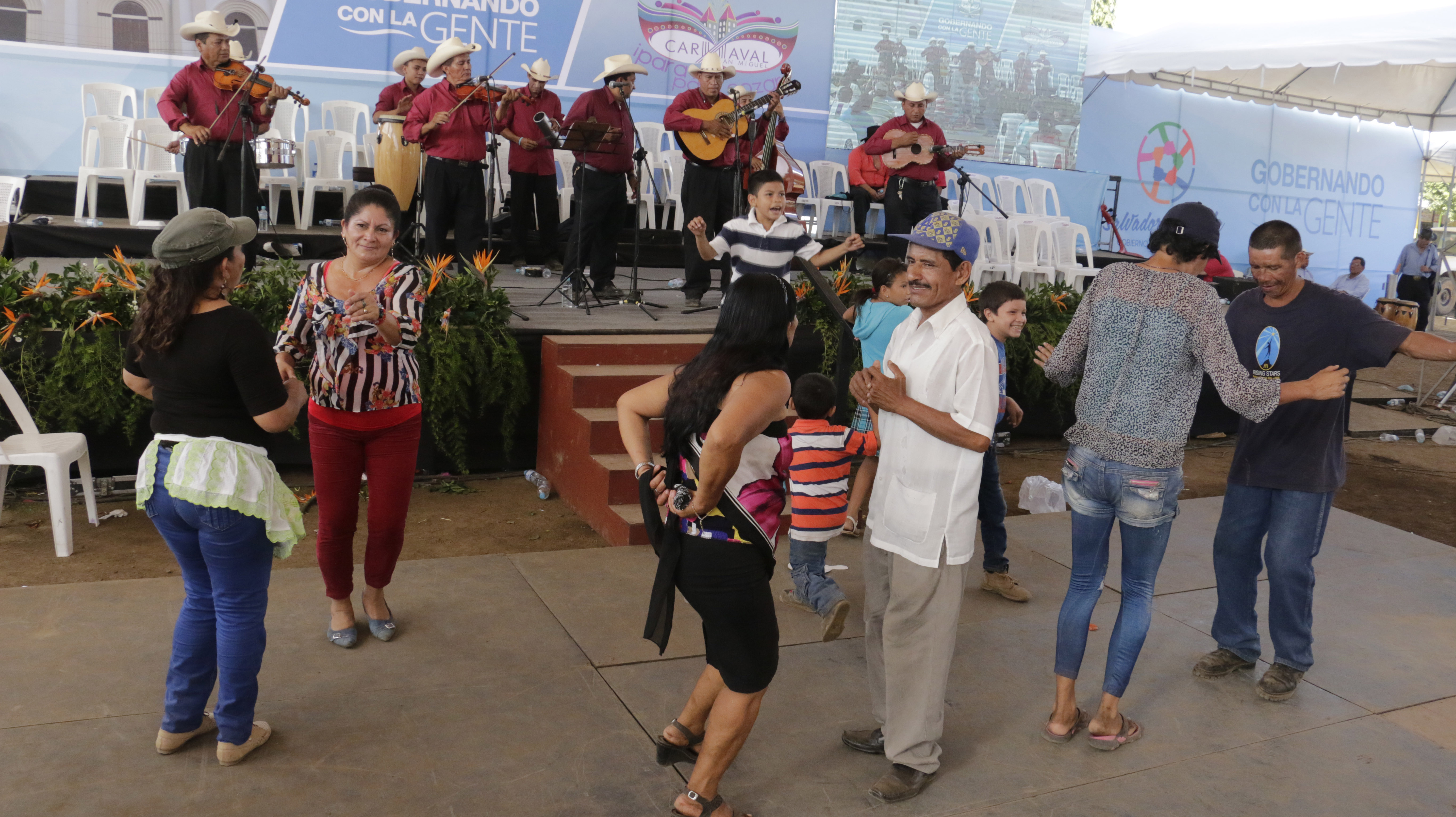

La influencia de la cumbia fue tal que en El Salvador se cuentan numerosas agrupaciones en la actualidad como Guanaco Sólido (2002), Grupo Reventón, Alto Mando, además de contar con estaciones de radio especializadas en el género.
La cumbia no falta en ninguna fiesta patronal de los 262 municipios del país. Cada fin de año Aniceto Molina embajador de la cumbia colombiana, era un huésped de honor en las fiestas dada su fama en el país. El prolífico cumbiambero le ha dedicado varias de sus canciones a El Salvador como "El Garrobero", "El Peluquero Salvatrucha", "La Mariscada" entre otras.
Finalmente en el año 2014, Los Hermanos Flores deciden llevar la cumbia a las nuevas generaciones con la actualización de la letra de "La Bala". Los Hermanos Flores como actuales embajadores de la música salvadoreña, son hoy en día la mejor Orquesta Salvadoreña con mayor trayectoria por sus innumerables canciones conocidas por todos los salvadoreños.